# Christuskirche (Mörtelstein)

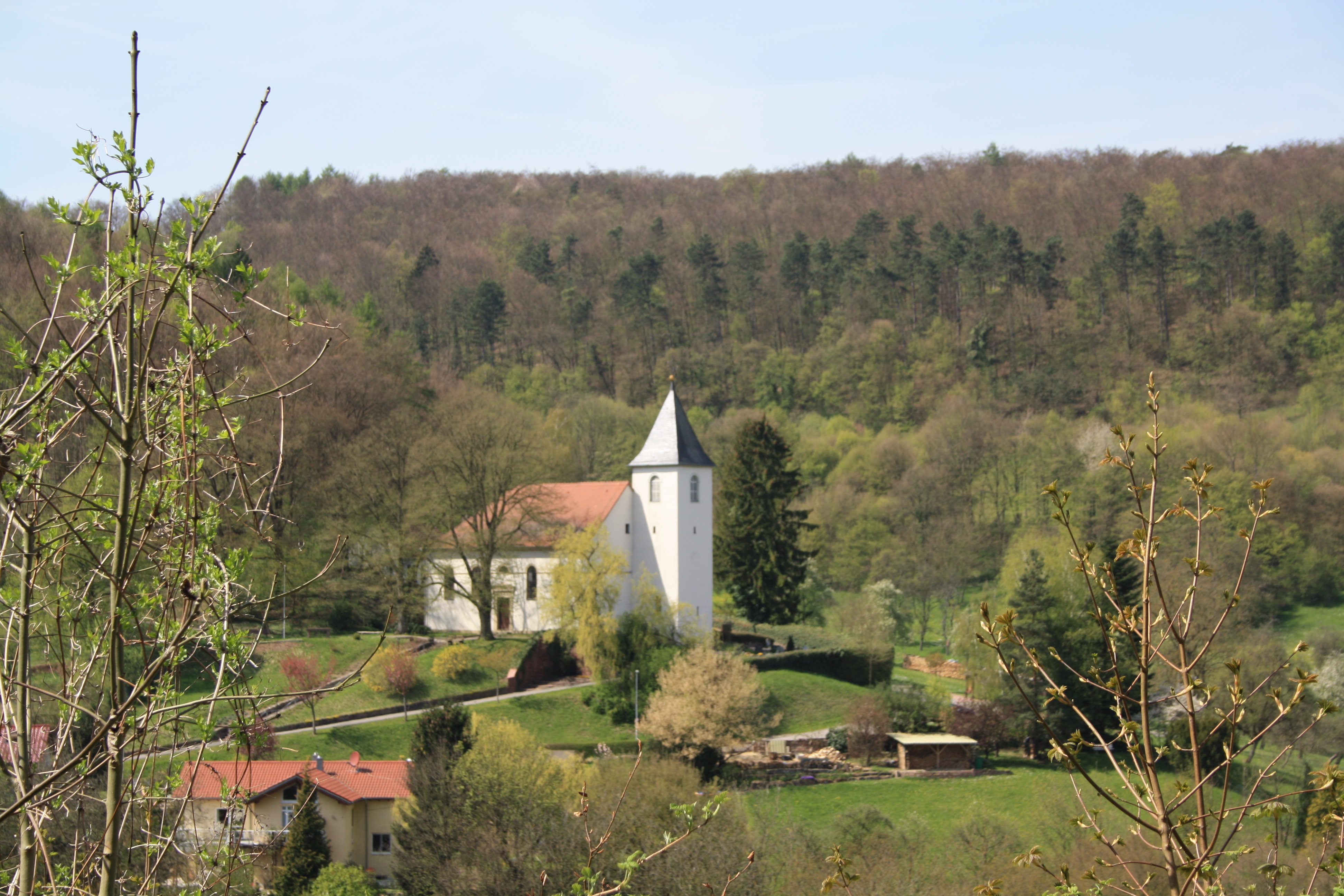
Christuskirche in Mörtelstein

Die Christuskirche in Mörtelstein, einem Ortsteil der Gemeinde Obrigheim im Neckar-Odenwald-Kreis, geht auf eine mittelalterliche Kapelle zurück und trägt seit 2004 ihren heutigen Namen.

## Geschichte
Die nordöstlich oberhalb des Ortes gelegene Kirche geht der Legende nach auf den Ortsheiligen Martin zurück, der im 12. oder 13. Jahrhundert sowohl den Ort gegründet, als auch die Kapelle errichtet haben und im Turm der Kirche begraben worden sein soll. Der älteste Teil der Kirche ist der Turmsockel, der heute als Sakristei genutzt wird und noch spätgotische Fresken mit Szenen aus dem Leben Christi aufweist. Ihre heutige Gestalt erhielt die Kirche im Jahr 1819, als das heutige Langhaus errichtet und der Turm aufgestockt wurden. Bei diesem Umbau wurde der Chorbogen zum alten Turmchor vermauert, so dass sich der Chorbereich seit damals an der Ostwand des Langhauses befindet. Nach verschiedenen kleineren Ausbesserungen fand die letzte umfangreiche Renovierung in den Jahren 2002 bis 2004 statt. Bei der Einweihung am Pfingstsonntag, den 30. Mai 2004, erhielt die Kirche aufgrund des dominierenden modernen Christusbildes an der Ostwand hinter dem Chor den Namen Christuskirche.